# I. e. 374
Évszázadok: i. e. 5. század – i. e. 4. század – i. e. 3. század
Évtizedek: i. e. 420-as évek – i. e. 410-es évek – i. e. 400-as évek – i. e. 390-es évek – i. e. 380-as évek – i. e. 370-es évek – i. e. 360-as évek – i. e. 350-es évek – i. e. 340-es évek – i. e. 330-as évek – i. e. 320-as évek
Évek: i. e. 379 – i. e. 378 – i. e. 377 – i. e. 376 –  i. e. 375 – i. e. 374 – i. e. 373 – i. e. 372 – i. e. 371 – i. e. 370 – i. e. 369

## Események

### Görögország
- Athén megpróbálja kivonni magát a thébai-spártai háborúból és fegyverszünetet köt Spártával, amit azonban rövidesen megszegnek.
- Spárta szürakuszai segítséggel megtámadja Korkürát, miután az ottani demokratikus párt megdönti a Spárta-párti kormányzatot. Athén a szigetlakók segítségére siet; Timótheosz vezetésével elfoglalják Korkürát és legyőzik a spártai flottát.

### Ciprus
- Euagorasz szalamiszi királyt meggyilkolják. Utóda fia, Nikoklész, aki Iszokratész szellemi támogatásával folytatja apja hellenizáló politikáját.

## Halálozások
- Euagorasz szalamiszi király

## Fordítás
- Ez a szócikk részben vagy egészben  a(z)   374 BC című angol Wikipédia-szócikk ezen változatának fordításán alapul.  Az eredeti cikk szerkesztőit annak laptörténete sorolja fel. Ez a jelzés csupán a megfogalmazás eredetét és a szerzői jogokat jelzi, nem szolgál a cikkben szereplő információk forrásmegjelöléseként.